# JDM

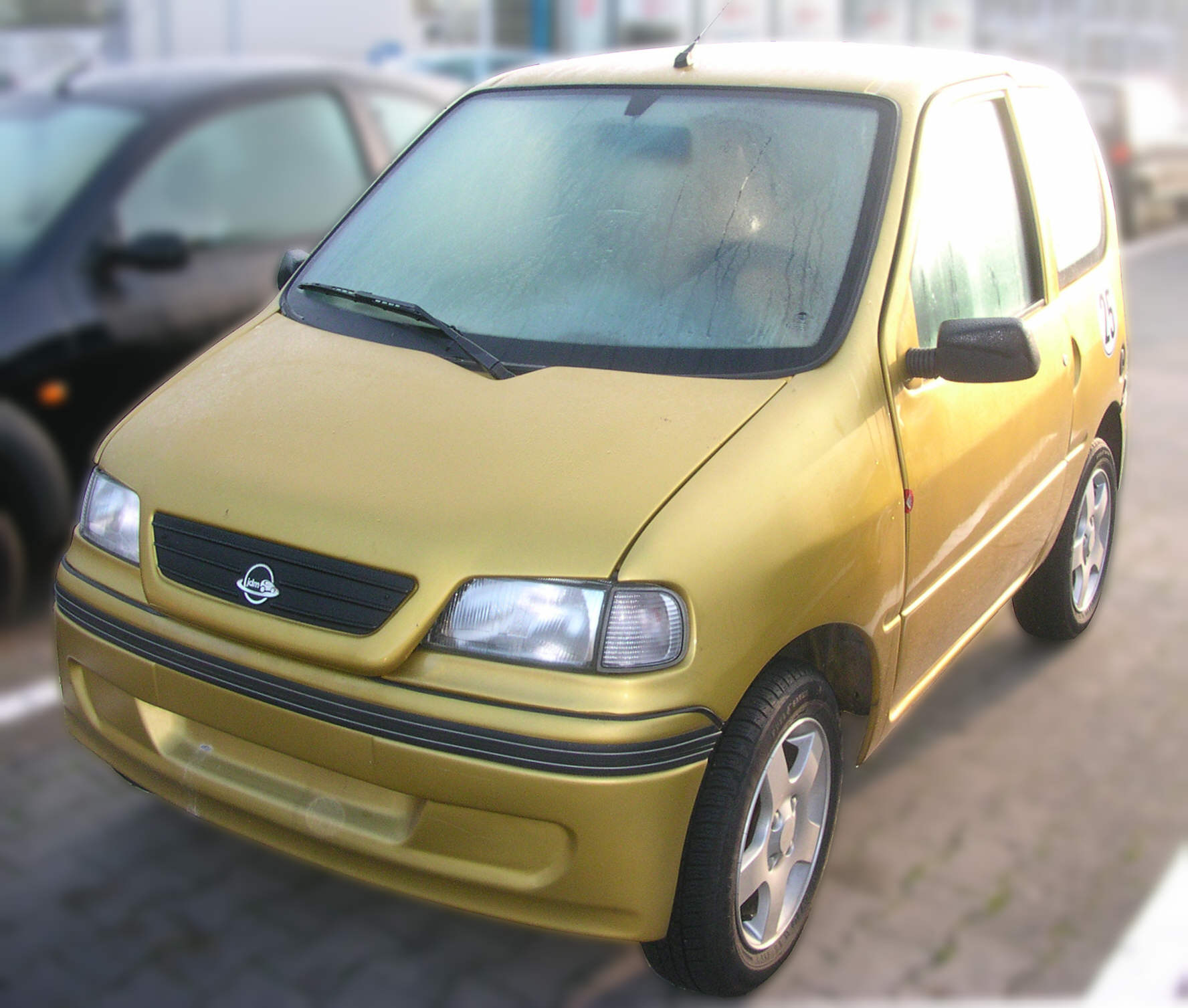
JDM Titane GLX vl

JDM Automobiles (voorheen JDM Simpa) is een Franse fabrikant van brommobielen, gevestigd in Deux-Sèvres. 
Het voormalige bedrijf Simpa werd in 1975 opgericht en was gespecialiseerd in aanpassingen en polyesterreparaties van auto's en vrachtwagens. De eerste brommobiel van Simpa, de 49SL, werd in 1981 gebouwd. De 49SL was een brommobiel met een  benzinemotor met een motorinhoud van 49 cm³.
Enkele jaren later kwamen er nieuwe modellen brommobielen, zoals de Nueva, Parthenon, Furio, Orane en de X5. Tussen 1981 en 2010 werden er tien verschillende modellen brommobielen (waaronder de Albizia, Abaca en Aloës) gefabriceerd bij JDM Simpa.
In september 2010 werd het bedrijf Simpa (toen nog in Avrillé gevestigd) overgenomen door de, eveneens, Franse BGI Group en verhuisde eind van dat jaar naar Cerizay. Het laatste model van JDM, de Aloës, kreeg een volledige facelift en resulteerde in de JDM Roxsy. De naam JDM Simpa werd in JDM Automobiles veranderd.
In 2013 zag het nieuwste model van JDM Automobiles het licht: de JDM Xheos. 